# 마르틴 게르버
마르틴 게르버(독일어: Martin Gerber, 1974년 9월 3일~)는 스위스의 아이스하키 선수로 포지션은 골텐더이다. 스위스 내셔널리그에서 활동하다가 내셔널 하키 리그(NHL)의 마이티 덕스 오브 애너하임, 캐롤라이나 허리케인스, 오타와 세너터스, 토론토 메이플리프스, 에드먼턴 오일러스 소속으로 뛰었으며, NHL 통산 229경기 출전했다. 2006년에는 캐롤라이나 허리케인스 소속으로 스탠리 컵 우승을 차지했다. NHL 경력을 마친 후 엘리트세리엔에서 2시즌을 뛰었고 고국으로 돌아와 스위스 내셔널리그에서 4시즌을 뛰었다.
국제 대회에 스위스 아이스하키 국가대표팀의 일원으로 참가했으며, 2002년과 2006년 동계 올림픽에 참가했고 2013년 세계 아이스하키 선수권 대회에서 준우승을 차지했다. 스위스 대표팀 소속으로 국제 경기 143경기 출전했으며 레토 파보니와 레나토 토시오 다음으로 가장 많은 경기를 소화한 스위스 대표팀 골텐더이다.